# Neonati prodigio
Neonati prodigio (titolo originale Free Eats) è un cortometraggio comico del 1932 diretto da Raymond McCarey interpretato dalle Simpatiche canaglie.
È l'esordio al cinema di George McFarland in Our Gang che prende il nome di "Spanky".

## Trama
Una ricca signora organizza ogni anno una grande festa in onore di tutti i bambini poveri della città e tra questi invita anche le canaglie (Breezy, Spud, Dorothy, Spanky, Sammy e Wheezer). Intanto un losco capo di una banda criminale organizza una micidiale truffa ai danni della gentile signora: fa imbucare fra gli invitati due nani travestiti da bambini per rubare i gioielli degli invitati adulti. Inizialmente l'unico a scoprire che i presunti "mocciolosi" sanno parlare è Sammy, che non viene creduto, ma presto la verità verrà a galla ma non prima che i nani abbiano derubato tutti. Dopo un malinteso (inizialmente l'ispettore crede che siano state proprie le canaglie a rubare i gioielli), i nani e gli altri due componenti della banda vengono arrestati e i ragazzini ottengono una ricompensa.